# 布舒瓦尔
布舒瓦尔（法語：Bouchoir，法語發音：[buʃwaʁ]）是法国上法蘭西大區索姆省的一个市镇，属于蒙迪迪耶区。

## 地理
布舒瓦尔（49°44'55"N, 2°40'25"E）面积5.88 平方千米，位于法国上法蘭西大區索姆省，该省份为法国北部沿海省份，北起加来海峡省和北部省，西接滨海塞纳省和大西洋英吉利海峡，南至瓦兹省，东临埃纳省。
与布舒瓦尔接壤的市镇（或旧市镇、城区）包括：福利、阿尔维莱尔、埃尔什、帕尔维莱尔-勒凯努瓦、桑泰尔地区鲁夫鲁瓦。

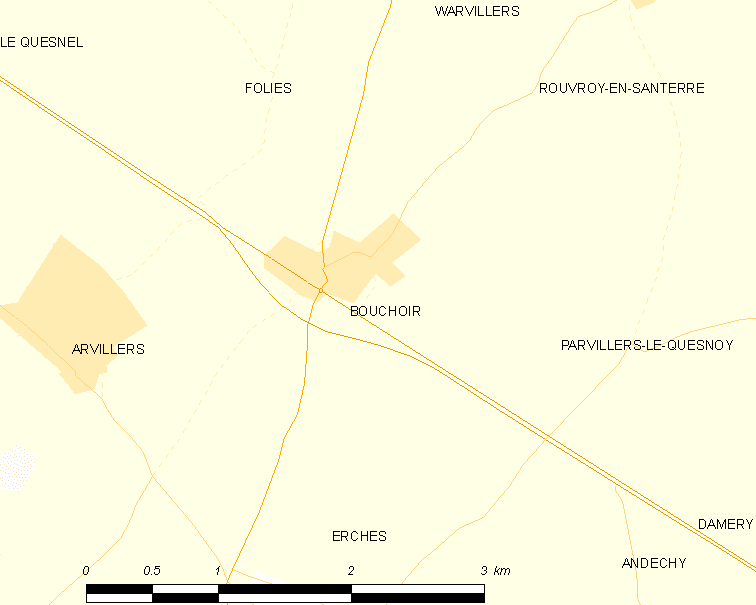
布舒瓦尔的OSM定位图

布舒瓦尔的时区为UTC+01:00、UTC+02:00（夏令时）。

## 行政
布舒瓦尔的邮政编码为80910，INSEE市镇编码为80116。

## 政治
布舒瓦尔所属的省级选区为莫勒伊县。

## 人口

1962-2008年间布舒瓦尔人口变化图示

布舒瓦尔于2022年1月1日时的人口数量为266人。